# チャレンジャー2
チャレンジャー2（FV4034 Challenger 2）は、イギリスが開発した主力戦車でチャレンジャー1の改良型。
コソボ紛争やボスニア・ヘルツェゴビナ紛争、イラク戦争などに参戦。オマーンでも採用され、中東向け輸出仕様のチャレンジャー2Eと呼ばれる改良型も存在する。2021年5月、チャレンジャー3へアップグレードし、2040年まで運用すると発表されている。

## 開発経緯
1986年にヴィッカース・ディフェンス・システムズがチャレンジャー1に代わる次期主力戦車として独自開発を始めた。その後、ヴィッカースはイギリス国防省にチャレンジャー2の計画書を提出した。1988年12月にイギリス国防省はヴィッカースと契約を結び、試作車を作るよう9,000万ポンドの支援を行った。
しかし、他社の参入で競争が発生し、M1A2 エイブラムス、レオパルト2、ルクレールなどが候補にあがったが、1991年6月にイギリス国防省は5億2,000万ポンドでチャレンジャー2を127両と同車の訓練車両13両を発注した。1993年にはオマーンがチャレンジャー2を18両注文した。イギリスも翌年の1994年に259両のチャレンジャー2と9両の訓練車両を追加発注して、8億ポンドを支払った。
これらの生産は、2箇所の工場で1993年から開始され、1994年7月に最初のチャレンジャー2が部隊へ届いた。2002年までに408輌がイギリス陸軍に納入されている。チャレンジャー1はすべて退役し、現在はチャレンジャー2と交替している。
ヴィッカース・ディフェンス・システムズはロールス・ロイス・ホールディングス、次いでアルヴィス plcによる買収を経て、2004年以降はアメリカ合衆国に本部を置くBAE システムズ・ランド・アンド・アーマメンツのランド・システムズ・ウェポンズ・アンド・ビークルズ部門によって製造が行われ、下請契約の数は250を超えた。

## チャレンジャー1からの改善点
チャレンジャー2のプラットホームは、チャレンジャー1から大幅な変更はされていないため、外見はさほど変わらない。しかし、砲塔は再設計されており、問題の有った暗視装置の位置を砲塔の右から砲塔前部中央上面（主砲基部上に同軸配置）に移動し、前・側面装甲の改善を実施している。また、ステルス性の付与という情報もある。

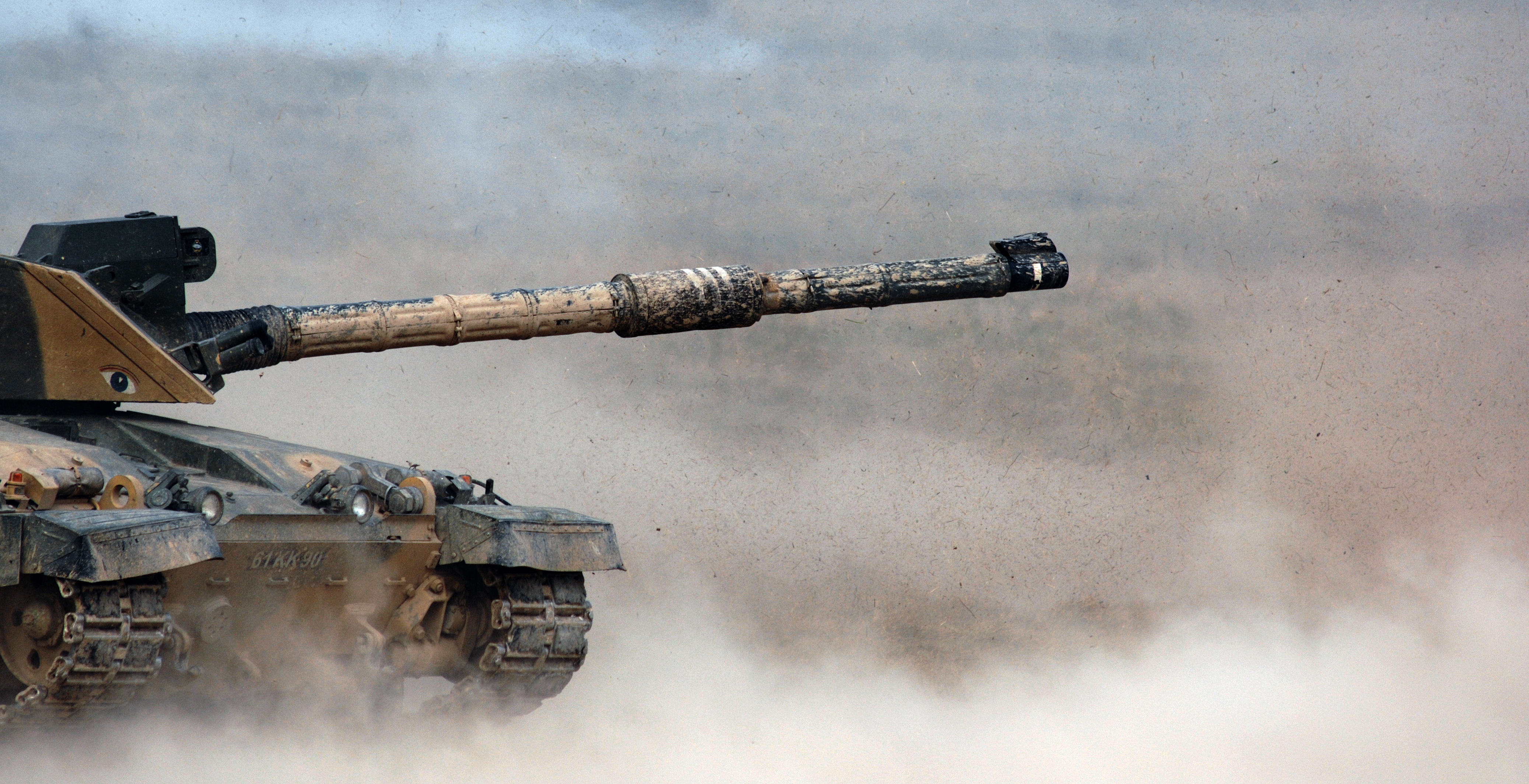
L30A1 55口径120mm ライフル砲

主砲をL11A5から新型のL30A1 55口径120mm（4.724インチ）ライフル砲に換装している。これは、エレクトロスラグ再溶解鋼によって製造されているため主砲自体がかなりの強度をもっており、砲身内はクロミウム合金によって裏打ちされている。砲身の先端には砲口照合装置（マズル・レファレンス・システム）の反射鏡が、また、中間には排煙器が取り付けられている。砲身の指向は電動式で、ジャイロによって安定が保たれている。
ライフル砲が採用されたのは、イギリス陸軍で粘着榴弾（HESH）の装備が続いていることに起因しているが、APFSDSなどの装弾筒付弾薬と比べて射距離が長いこと、建物や装甲の薄い目標に対して効果があること、劣化ウラン弾およびタングステン弾よりも安価であること、ライフル砲は一般的に滑腔砲より命中精度が高いことなどがあげられる。搭載弾薬は劣化ウランAPFSDS・タングステン合金APFSDS・HESH・煙幕弾のいずれかを選択できる。間もなく劣化ウランAPFSDSのCHARM 1は改良されたCHARM 3で代替され、タングステン合金APFSDSもCHARM 2が導入される。イギリスでは慣例となっている弾薬分離式であるが、射撃速度の低下には至っていない。また、装薬が装甲化された保管庫に入れられているため、生存性の向上に繋がっている。
主砲左に同軸でL94A1 EX-34 7.62mm チェーンガンが装備されている。対空用にもL37A2 7.62mm機関銃が装填手ハッチ前部に装備されており、7.62mm弾薬は4,200発が搭載されている。

## 電子機器
主砲を含め、火器は全てエレクトリック・コントロール、スタビライゼーション・システムによって操作が可能である。コンピュータはカナダのコンピューティング・デバイス（ジェネラル・ダイナミクス）社製32ビット・プロセッサー2基とMIL STD1553B データバスが搭載されており、戦場情報システム（BICS）の能力がある。
車長はSAGEM社製VS 580-10旋回式パノラマサイトとレーザー測距儀が使用でき、有効範囲は仰俯角±35度である。また、計8個のペリスコープが備えられており、全周の視界が確保されている。砲塔の360度旋回は、9秒で完了する。タレス社製TOGS II 赤外線装置も搭載されており、暗視装置も使用できる。この映像は、車長だけでなく砲手のモニターにも表示できる。砲手はレーザー測距儀による200メートルから10キロの安定した視界を得ることができる。操縦士にはタレス社製のPDP映像強化型ペリスコープが用意されており、これで夜間の視界も確保できる。

## 近代化

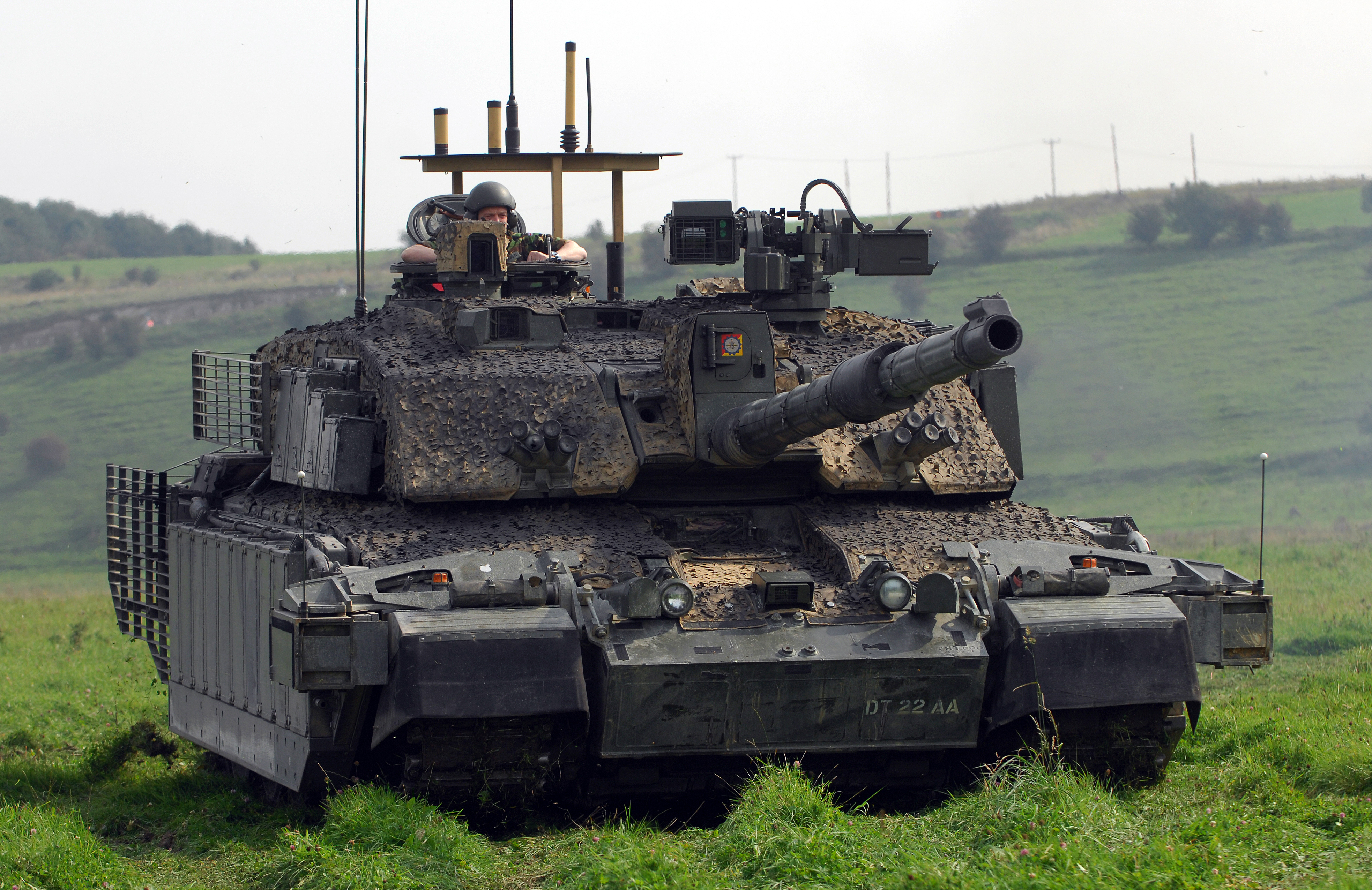
ERA、スラットアーマー、対IEDアンテナ、RWSを追加したチャレンジャー2

イギリス陸軍は、チャレンジャー2に対してライフル砲から滑腔砲への換装を計画していた。計画名称はCLIP（Challenger Lethality Improvement Programme）といい、120mm ライフル砲で使用する砲弾がすでに製造されていないこと、砲弾と装薬が別々の分離装薬式で装填に手間がかかること、他のNATO諸国との互換性がないこと、といった問題を一挙に解決するために行うものであった。計画では、ドイツのラインメタル社製55口径120mm滑腔砲を搭載する見込みであったが、予算不足により計画は延期の状態となっていた。
一方、防御力の強化は段階的に行われており、コソボ紛争に派遣された車両には車体前面・側面スカート部にERA モジュール装甲が装着され、2003年のイラク戦争派遣車両には、ほぼ同様の装備が標準化されていた。イラク戦争後の駐留時には、砲塔側面にもERAが装着され、車体と砲塔の後半部にはスラット・アーマー（バー・アーマー）が装着されるようになった。
2008年-2009年頃にアフガニスタンに派遣された車両では、前述のERA、バー・アーマーに加え、偽装網・対IEDアンテナなどが追加装備され、一部の車両にはRWSが装備されている。
チャレンジャー2 Mk.2 ブラックナイト（Challenger 2 MK 2 'Black Night'）
2018年9月に行われたイギリスの防衛車両見本市「Defence Vehicle Dynamics 2018」にて、BAEシステムズを中心とした企業連合による延命案検討チーム「チーム・チャレンジャー2」による改良型のデモンストレーション車輌として披露された。
「Black Night（暗い夜）」というネーミングの通り、車両の前後に監視・照準用の回転式赤外線カメラを装備することで夜間戦闘能力を向上させているのが特徴。さらに、接近する対戦車ミサイルなどを感知して迎撃する「アクティブプロテクションシステム」や、敵の照準レーザーを検知すると自動制御で発信源に機銃を向ける「レーザーワーニングシステム」などの新装備を多数搭載する。主砲は滑腔砲ではなくライフル砲であり、自動追尾機能を有する火器管制システムによって、より精密な射撃を可能としている。
イギリス陸軍では、2019年中頃までに結論を出す予定でチャレンジャー2の寿命延長プログラム（LEP）の評価検討を行っているが、ブラックナイトの出展はそれを見越したものとされている。

### チャレンジャー3
2021年5月、イギリス国防大臣は、英国のBAE SystemsとドイツのRheinmetall AGとの合併企業で軍用車メーカーのRheinmetall BAE Systems Land（RBSL）と8億ポンド（1,226億円、億1,000万ドル)）相当の契約を結び、同国の主力戦車チャレンジャー2（Challenger2）をチャレンジャー3（Challenger3）にアップグレードすることを発表した。148輌の改修を予定しており、車両は英国内のシュロップシャー州テルフォードのRBSL工場で生産される。契約額は8億ポンドで、IOC獲得は2027年、FOC獲得は2030年を予定している。
主な仕様・改修内容は以下の通り。
- 重量66トン
- L55A1 120㎜滑腔砲への砲身換装
- 高初速・長射程の徹甲弾の採用
- 電子的にプログラム可能な弾薬の採用
- 各種車両に搭載可能なRWSの装備
- エンジン換装による最高速度時速60㎞の達成
- 行進射撃の命中精度を向上させるエンジン冷却システム及びサスペンション
- 脅威目標の自動検出・追尾システム
- 昼夜間兼用の遠距離対応の赤外線イメージシステムの導入
- レーザ検知器、アクティブ防護システムの搭載

現在、227輌のチャレンジャー2が配備されているが、改修されるのは148輌のみであり、79輌は削減される。

## 比較
|          | チャレンジャー2                     | チャレンジャー1                     | チーフテン                              | コンカラー                        | センチュリオンMk.3-13                            |
| -------- | ----------------------------------- | ----------------------------------- | --------------------------------------- | --------------------------------- | ------------------------------------------------ |
| 画像     |                                     |                                     |                                         |                                   |                                                  |
| 世代     | 第3.5世代                           | 第3世代                             | 第2世代                                 | 第2世代                           | 第1世代                                          |
| 全長     | 11.55 m                             | 11.5 m                              | 10.8 m                                  | 11.582 m                          | 9.83 m                                           |
| 全幅     | 3.52 m                              | 3.51 m                              | 3.50 m                                  | 3.987 m                           | 3.39 m                                           |
| 全高     | 3.04 m                              | 2.95 m                              | 2.89 m                                  | 3.353 m                           | 3.01 m                                           |
| 重量     | 68.9 t                              | 62 t                                | 55 t                                    | 66.044 t                          | 52 t                                             |
| 主砲     | 55口径120mmライフル砲               | 55口径120mmライフル砲               | 55口径120mmライフル砲                   | 55口径120mmライフル砲             | 66.7口径20ポンド（84mm）砲 51口径105mmライフル砲 |
| 副武装   | 7.62mm機銃×1 7.62mm機関銃×1         | 7.62mm機銃×2                        | 7.62mm機関銃×2                          | 7.62mm重機関銃×2                  | Mk.3-4:7.92mm機関銃×2 Mk.5-13:7.62mm重機関銃×2   |
| 装甲     | チョバム+ERA+スラット               | チョバム+ERA                        | 通常                                    | 通常                              | 通常                                             |
| エンジン | 液冷4ストローク V型12気筒ディーゼル | 液冷4ストローク V型12気筒ディーゼル | 液冷2ストローク 水平対向6気筒ディーゼル | 液冷4ストローク V型12気筒ガソリン | 液冷4ストローク V型12気筒ガソリン                |
| 最大出力 | 1,200 hp（895 kw）                  | 1,200 hp（895 kw）                  | 750 hp                                  | 810 hp／2,800 rpm                 | 650 hp／2,550 rpm                                |
| 最高速度 | 59 km/h                             | 56 km/h                             | 48 km/h                                 | 34.28 km/h                        | 34.6 km/h                                        |
| 懸架方式 | ハイドロニューマチック式            | ハイドロニューマチック式            | ホルストマン式                          | ホルストマン式                    | ホルストマン式                                   |
| 乗員数   | 4名（車長, 砲手, 操縦士, 装填手）   | 4名（車長, 砲手, 操縦士, 装填手）   | 4名（車長, 砲手, 操縦士, 装填手）       | 4名（車長, 砲手, 操縦士, 装填手） | 4名（車長, 砲手, 操縦士, 装填手）                |
| 装填方式 | 手動                                | 手動                                | 手動                                    | 手動                              | 手動                                             |
| C4I      | 〇                                  | △                                   | ×                                       | ×                                 | ×                                                |

|          | ルクレール                        | チャレンジャー2                   | メルカバ Mk 4                                       | 99A式                              |
| -------- | --------------------------------- | --------------------------------- | --------------------------------------------------- | ---------------------------------- |
| 画像     |                                   |                                   |                                                     |                                    |
| 開発形態 | 新規                              | 改修                              | 改修                                                | 改修                               |
| 全長     | 9.87 m                            | 11.55 m                           | 9.04 m                                              | 11 m（推定）                       |
| 全幅     | 3.71 m                            | 3.53 m                            | 3.72 m                                              | 3.70 m（推定）                     |
| 全高     | 2.92 m                            | 3.04 m                            | 2.66 m                                              | 2.35 m（推定）                     |
| 重量     | 約56.5 t                          | 約62.5 t                          | 約65 t                                              | 約55 t（推定）                     |
| 主砲     | 52口径120mm滑腔砲                 | 55口径120mmライフル砲             | 44口径120mm滑腔砲                                   | 50口径125mm滑腔砲                  |
| 副武装   | 12.7mm重機関銃×1 7.62mm機関銃×1   | 7.62mm機関銃×1 7.62mm機関銃×1     | 12.7mm重機関銃×1 7.62mm機銃×2 60mm迫撃砲×1          | 12.7mm重機関銃×1 7.62mm機関銃×1    |
| 装甲     | 複合                              | 複合+爆発反応+増加                | 複合+増加 （外装式モジュール）                      | 複合+爆発反応 （外装式モジュール） |
| エンジン | V型8気筒ディーゼル + ガスタービン | 水冷4サイクル V型12気筒ディーゼル | 液冷4サイクルV型12気筒 ターボチャージド・ディーゼル | 水冷4サイクル V型12気筒ディーゼル  |
| 最大出力 | 1,500 hp/2,500 rpm                | 1,200 hp/2,300 rpm                | 1,500 hp                                            | 1,500 hp/2,450 rpm                 |
| 最高速度 | 72 km/h                           | 59 km/h                           | 64 km/h                                             | 80 km/h                            |
| 乗員数   | 3名                               | 4名                               | 4名                                                 | 3名                                |
| 装填方式 | 自動                              | 手動                              | 手動                                                | 自動                               |
| C4I      | SIT                               | BGBMS                             | BMS                                                 | 搭載（名称不明）                   |

|          | 10式                             | K2                                                  | T-90                                                | M1A2 SEPV2                            | レオパルト2A7                                       |
| -------- | -------------------------------- | --------------------------------------------------- | --------------------------------------------------- | ------------------------------------- | --------------------------------------------------- |
| 画像     |                                  |                                                     |                                                     |                                       |                                                     |
| 開発形態 | 新規                             | 新規                                                | 新規                                                | 改修                                  | 改修                                                |
| 全長     | 9.42 m                           | 10.8 m                                              | 9.53 m                                              | 9.83 m                                | 10.93 m                                             |
| 全幅     | 3.24 m                           | 3.60 m                                              | 3.78 m                                              | 3.66 m                                | 3.74 m                                              |
| 全高     | 2.30 m                           | 2.40 m                                              | 2.23 m                                              | 2.37 m                                | 3.03 m                                              |
| 重量     | 約44 t                           | 約55 t                                              | 約46.5 t                                            | 約63.28 t                             | 約67 t                                              |
| 主砲     | 44口径120mm滑腔砲                | 55口径120mm滑腔砲                                   | 55口径125mm滑腔砲                                   | 44口径120mm滑腔砲                     | 55口径120mm滑腔砲                                   |
| 副武装   | 12.7mm重機関銃×1 7.62mm機関銃×1  | 12.7mm重機関銃×1 7.62mm機銃×1                       | 12.7mm重機関銃×1 7.62mm機関銃×1                     | 12.7mm重機関銃×1 7.62mm機関銃×1 RWS×1 | 7.62mm機関銃×2                                      |
| 装甲     | 複合+増加 （外装式モジュール）   | 複合+爆発反応 （モジュール式）                      | 複合+爆発反応+ケージ （外装式モジュール）           | 複合+増加                             | 複合+増加                                           |
| エンジン | 水冷4サイクル V型8気筒ディーゼル | 液冷4サイクルV型12気筒 ターボチャージド・ディーゼル | 液冷4サイクルV型12気筒 ターボチャージド・ディーゼル | ガスタービン                          | 液冷4サイクルV型12気筒 ターボチャージド・ディーゼル |
| 最大出力 | 1,200 ps/2,300 rpm               | 1,500 hp/2,700 rpm                                  | 1,130 hp/2,000 rpm                                  | 1,500 hp/3,000 rpm                    | 1,500 ps/2,600 rpm                                  |
| 最高速度 | 70 km/h                          | 70 km/h                                             | 65 km/h                                             | 67.6 km/h                             | 68 km/h                                             |
| 乗員数   | 3名                              | 3名                                                 | 3名                                                 | 4名                                   | 4名                                                 |
| 装填方式 | 自動                             | 自動                                                | 自動                                                | 手動                                  | 手動                                                |
| C4I      | ReCS・10NW                       | B2CS                                                | カリーナ                                            | FBCB2                                 | IFIS                                                |

## 戦歴
イラク戦争
2003年のイラク侵攻、チャレンジャー2戦車は即興爆発装置（IED）を踏んだが、火災等による戦車の損失はなく、操縦手が負傷した程度の被害だった。なお、当時ドーチェスター装甲は未設置である。また、市街地で遭遇戦が行われた時、チャレンジャー2との間で機関銃と対戦車ロケット弾による非対称戦が展開された。操縦手の視認カメラとペリスコープが損傷し、車長の命令で撤退しようとしたときに、他のセンサー、カメラ、ペリスコープの全てを破壊され、戦車は移動が不可能になった。さらに、近距離からの14発の対戦車ロケット弾とミラン対戦車ミサイルが直撃した。それでもなお乗員は無事であり、修理のために回収されるまでの間車内で安全に生存した。被害は視界システムに集中していた。修理を終えて6時間後に運用を再開した。バスラ近くで戦っていた別のチャレンジャー2が、RPG-7の攻撃を受けたが退けた。
2007年5月、英国防省は2006年8月にイラクのアマラでイギリス軍のチャレンジャー2がRPG-29による攻撃を受け、車体前面の爆発反応装甲と車体前面の装甲を貫かれて3人の乗員が負傷（操縦士は両足切断の重傷）していた事を発表した。チャレンジャー2の装甲は砲塔前面及び側面前半部と車体上部前半部が複合装甲である一方、車体下部については通常の均質圧延鋼装甲であるため、タンデム弾頭から防御できなかったと分析されている。
2022年ロシアのウクライナ侵攻
2023年1月、ロシアのウクライナ侵攻を受けて、イギリスは14両のチャレンジャー2をウクライナに供与することを決定。2023年の夏までに前線に投入された。9月にはザポロジエ州のロボティネ近郊で1両がロシア軍により破壊されたことが報道された。

## 派生型
タイタン架橋戦車（TITAN Armoured Vehicle Launcher Bridge, AVLB）
チャレンジャー2の車体を使用した架橋戦車。
トロージャン AVRE（Trojan Armoured Vehicle Royal Engineers, AVRE）
油圧アームやドーザーブレードを装備した戦闘工兵車。AVREは"Armoured Vehicle Royal Engineers"の略。
CRARRV
装甲回収車型。CRARRVは"Challenger Armoured Repair and Recovery Vehicle"の略。元々はチャレンジャー1の車体を基に開発された装甲回収車だが、近年、履帯・起動輪・転輪などがチャレンジャー2と同じ物にアップグレードされている。また、戦車型と同様に、ERA、バー・アーマーなどを追加装備された車両も存在する。
チャレンジャー2E
ユーロパワーパックを搭載した国外輸出仕様のチャレンジャー2。Eは「Euro powerpack」の意で、1992年、試作車両V9を改良し、ユーロパワーパックを搭載するために車体後部を大幅に改造し、MT 883 KA-500ディーゼルエンジン及びHSWL 295トランスミッションを搭載するとともに、車長用サイトをVS580-10、砲手用サイトをSAVAN15に、それぞれサーマルサイト装備の器材に換装している。2003年に実施されたギリシャ陸軍のM48後継トライアルに出展したものの、「運用上及び技術上」の成績等がレオパルト2A5等に劣る為採用されず、チャレンジャー2Eの開発・輸出計画は断念された。

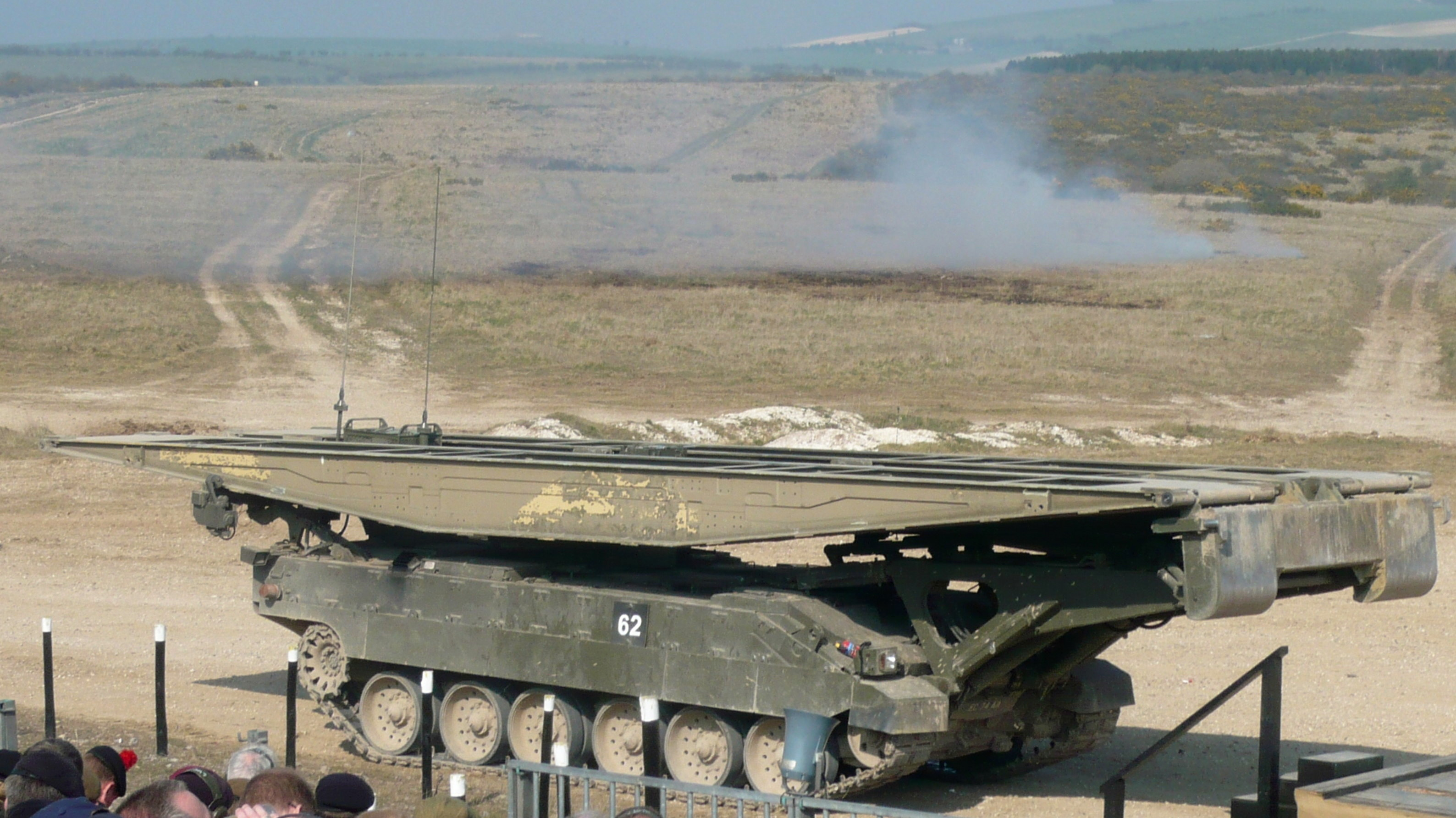
タイタン架橋戦車
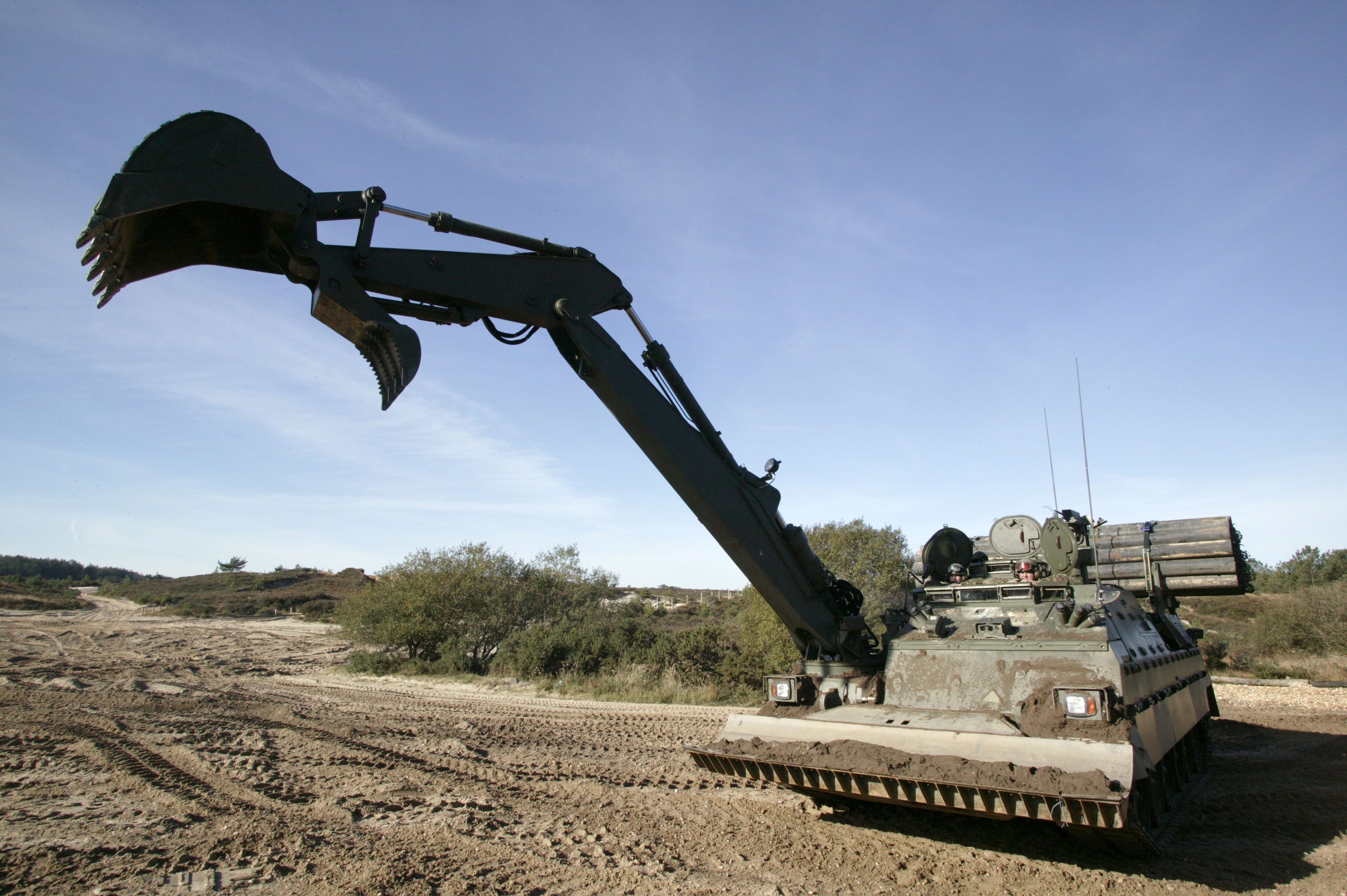
トロージャンAVRE
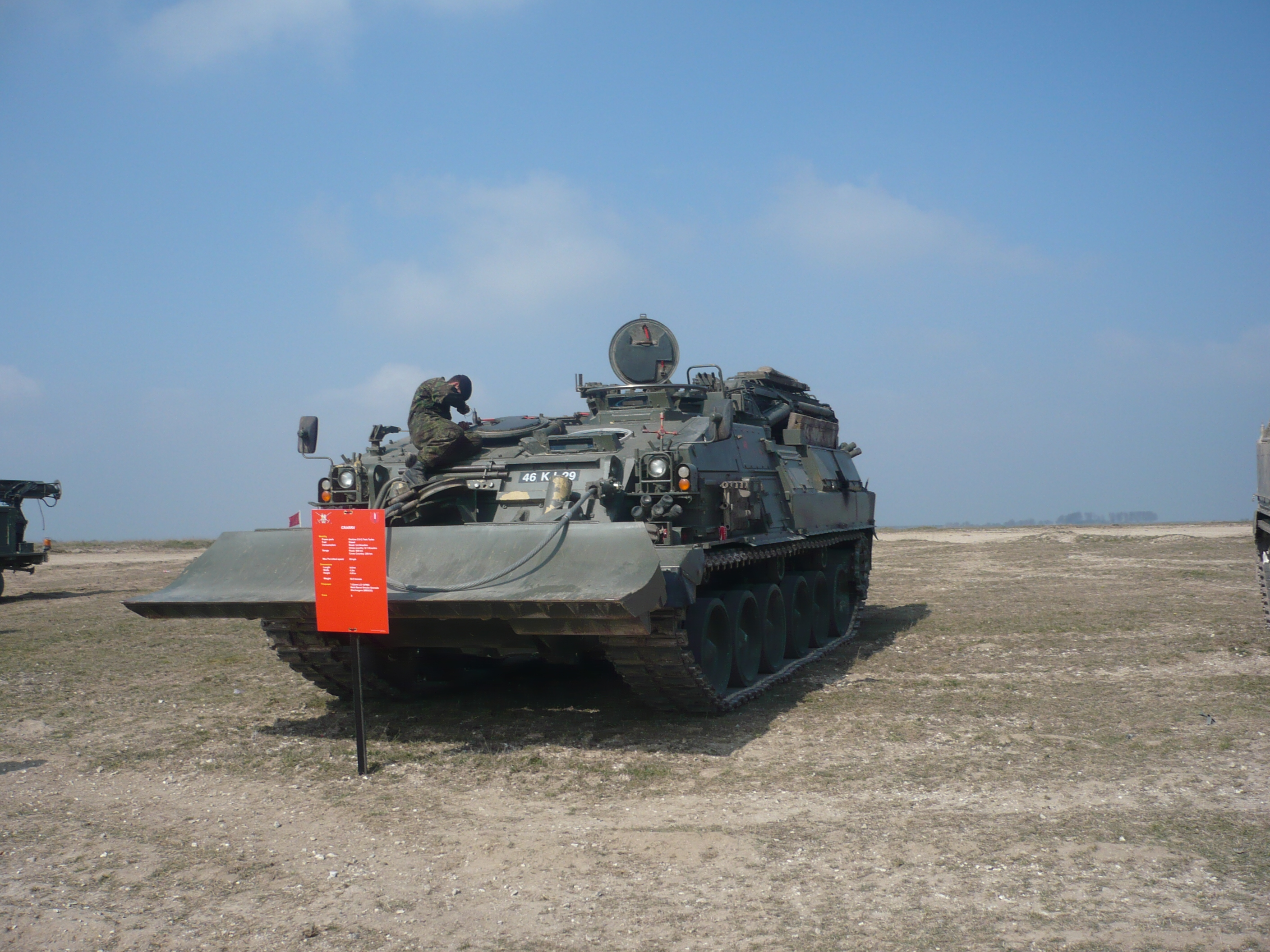
CRARRV
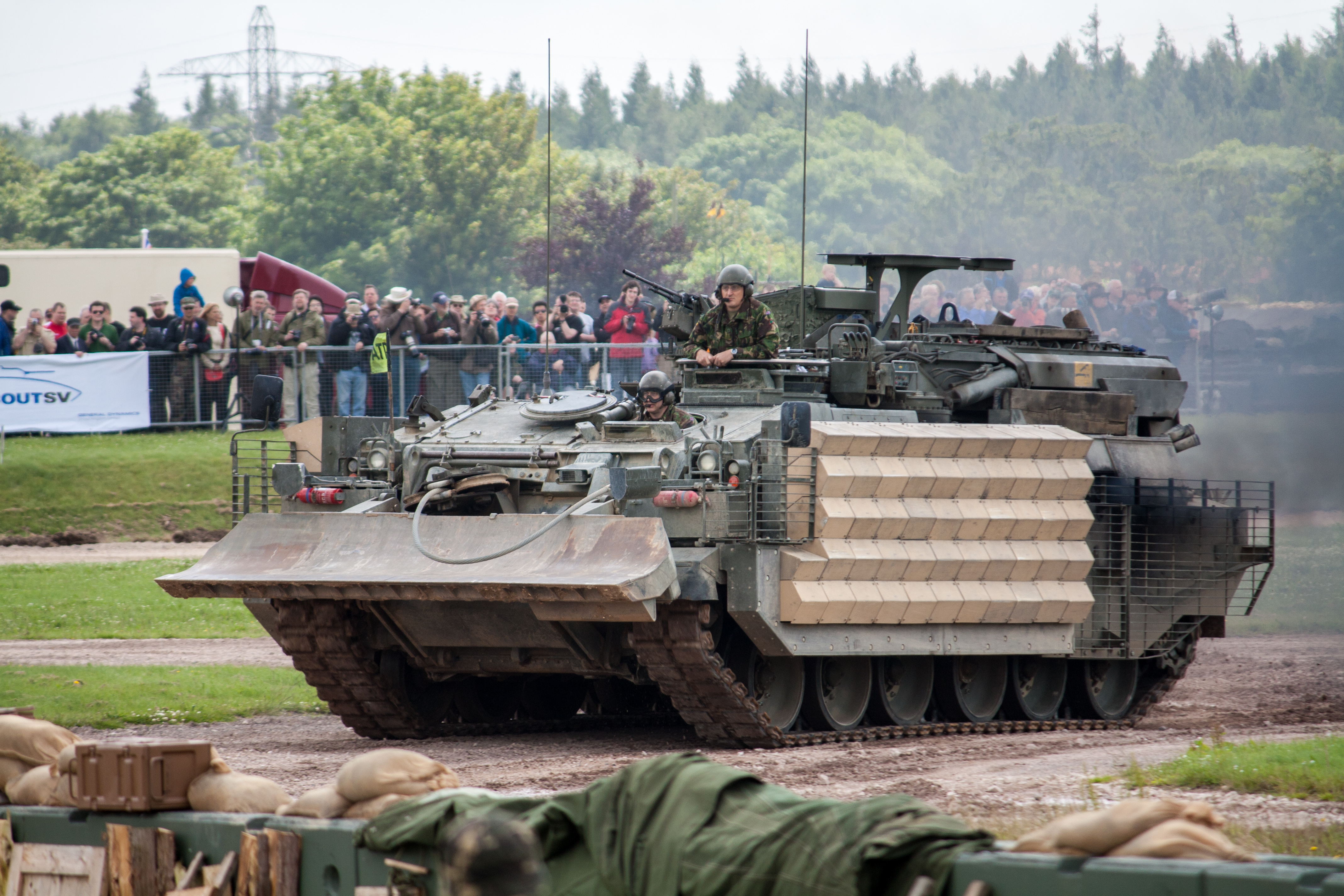
装甲を強化されたCRARRV

## 採用国
- イギリス - 408両
- オマーン - 2023年時点で、オマーン陸軍が38両を保有している[16]。
- ウクライナ - 14両[17][注釈 1]

## 登場作品

### ゲーム
『エースコンバット6 解放への戦火』
エメリア共和国陸軍の運用する戦車に本車の砲塔が搭載されている。ただし車体はレオパルト2で、搭載している砲は滑腔砲となっている。
『ガングリフォン』
『ガングリフォンII』
『大戦略シリーズ』
『War Thunder』
Challenger 2、Challenger 2 (2F)、Challenger 2 TES、Challenger 2 Black Night、Challenger 2Eの各種が実装されている
『バトルフィールド2』
EUの戦車として登場する。
『Project Reality』
イギリス軍の主力戦車（MBT）として登場する。
このゲームのチャレンジャー2はイギリス軍の協力の元作成されており、駆動音なども全て実物からの収録。
武装も全て忠実に再現されているという徹底ぶり。